# Screen Actors Guild Award for Outstanding Performance by a Female Actor in a Supporting Role - Motion Picture
Screen Actors Guild Award for Outstanding Performance by a Female Actor in a Supporting Role – Motion Picture er en award, som uddeles af Screen Actors Guild for at ære den flotteste skuespiller-præsentation, som kvindelige birolle i en film.

## Vindere og nominerede

### 1990'erne
1994 – Dianne Wiest –  Bullets Over Broadway 
- Uma Thurman – Pulp Fiction
- Jamie Lee Curtis – True Lies
- Sally Field – Forrest Gump
- Robin Wright Penn – Forrest Gump

1995 – Kate Winslet –  Sense and Sensibility 
- Mira Sorvino – Mighty Aphrodite
- Mare Winningham – Georgia
- Anjelica Huston – The Crossing Guard
- Stockard Channing – Smoke

1996 – Lauren Bacall –  The Mirror Has Two Faces 
- Juliette Binoche – Den engelske patient
- Renée Zellweger – Jerry Maguire
- Gwen Verdon – Marvin's Room
- Marisa Tomei – Unhook the Stars

1997 – Kim Basinger –  L.A. Confidential  og Gloria Stuart –  Titanic 
- Julianne Moore – Boogie Nights
- Minnie Driver – Good Will Hunting
- Alison Elliott- The Wings of the Dove

1998 – Kathy Bates –  Primary Colors 
- Lynn Redgrave – Gods and Monsters
- Rachel Griffiths – Hilary and Jackie
- Brenda Blethyn – Little Voice
- Judi Dench – Shakespeare in Love

1999 – Angelina Jolie – Girl, Interrupted
- Chloë Sevigny – Boys Don't Cry
- Catherine Keener – Being John Malkovich
- Cameron Diaz – Being John Malkovich
- Julianne Moore – Magnolia

### 2000'erne
2000 – Judi Dench – Chocolat
- Kate Hudson – Almost Famous
- Frances McDormand – Almost Famous
- Julie Walters – Billy Elliot
- Kate Winslet – Quills

2001 – Helen Mirren –  Gosford Park 
- Cate Blanchett – Bandits
- Dakota Fanning – I Am Sam
- Judi Dench – The Shipping News
- Cameron Diaz – Vanilla Sky

2002 – Catherine Zeta-Jones –  Chicago 
- Queen Latifah – Chicago
- Julianne Moore – The Hours
- Kathy Bates – About Schmidt
- Michelle Pfeiffer – White Oleander

2003 – Renée Zellweger –  Cold Mountain 
- Holly Hunter – Thirteen
- Patricia Clarkson – Pieces of April
- Keisha Castle-Hughes – Whale Rider
- Maria Bello – The Cooler

2004 – Cate Blanchett –  The Aviator 
- Sophie Okonedo – Hotel Rwanda
- Laura Linney – Kinsey
- Virginia Madsen – Sideways
- Cloris Leachman – Spanglish

2005 – Rachel Weisz – The Constant Gardener
- Michelle Williams – Brokeback Mountain
- Catherine Keener – Capote
- Amy Adams – Junebug
- Frances McDormand – North Country

2006 – Jennifer Hudson – Dreamgirls
- Adriana Barraza – Babel
- Rinko Kikuchi – Babel
- Abigail Breslin – Little Miss Sunshine
- Cate Blanchett – Notes on a Scandal

2007 – Ruby Dee – American Gangster
- Cate Blanchett – I'm Not There
- Catherine Keener – Into the Wild
- Amy Ryan – Gone Baby Gone
- Tilda Swinton – Michael Clayton

2008 – Kate Winslet – The Reader 
- Amy Adams – Doubt
- Penélope Cruz – Vicky Cristina Barcelona
- Viola Davis – Doubt
- Taraji P. Henson – The Curious Case of Benjamin Button

2009 – Mo'Nique – Precious
- Penélope Cruz – Nine som Carla Albanese
- Vera Farmiga – Up in the Air som Alex Goran
- Anna Kendrick – Up in the Air som Natalie Keener
- Diane Kruger – Inglourious Basterds som Bridget von Hammersmark

### 2010'erne
2010 – Melissa Leo – The Fighter som Alice Ward
- Amy Adams – The Fighter som Charlene Fleming
- Helena Bonham Carter – Kongens store tale som Dronning Elizabeth
- Mila Kunis – Black Swan som Lily
- Hailee Steinfeld – True Grit som Mattie Ross

2011 – Octavia Spencer – Niceville som Minny Jackson 
- Bérénice Bejo – The Artist som Peppy Miller
- Jessica Chastain – Niceville som Celia Foote
- Melissa McCarthy som Brudepiger som Megan
- Janet McTeer – Albert Nobbs som Hubert Page